# Marianne Buso
Marianne Buso, née le 28 mai 1992 à Dijon (France), est une basketteuse en fauteuil roulant ayant débuté à la JDA Dijon Basket Fauteuil. Elle évolue ensuite en première ligue allemande dans l’équipe de Zwickau BSC Rollers Zwickau puis en première ligue française avec les aigles du Velay (vainqueurs de la coupe de France 2023). Elle fait aussi partie de l'équipe de France de handibasket féminine et a entre autres représenté la France aux Jeux paralympiques d'été de 2016 à Rio de Janeiro en 2016.

## Biographie
Marianne Buso naît le 28 mai 1992 à Dijon. Elle fait du karaté et du football, avant de devoir arrêter la pratique sportive à cause de malformations aux genoux et de luxations répétées à la rotule,. Elle se fait opérer aux deux genoux à l’âge de 9 ans puis à nouveau en 2008 et en 2010. Après sa dernière opération, elle découvre le basket en fauteuil au centre de rééducation de Divio.

## Carrière internationale
En tant que membre de l'équipe nationale de handibasket, Marianne Buso a participé aux compétitions suivantes :
- 2014 : Championnat du Monde à Toronto, 8e
- 2015 : Championnat d'Europe à Worcester, 4e
- 2016 : Jeux Paralympiques à Rio, 8e
- 2017 : Championnat d'Europe à Tenerife, 4e
- 2018 : Championnat du Monde à Hambourg, 8e
- 2019 : Championnat d'Europe à Rotterdam, 5e